# 弗朗西斯科·貝特朗德
弗朗西斯科·贝特朗德·巴拉奥纳（西班牙語：Francisco Bertrand Barahona，1866年10月9日—1926年7月15日）是一名洪都拉斯医师、政治家，曾于1911年至1912年、1913年至1919年两度出任洪都拉斯总统。

## 簡歷
1911年，时任总统米格爾·達維拉因为无力解决国内的债务问题，遭到前总统曼努埃尔·博尼利亚起兵反对，在前美国驻巴拿马大使托马斯·道森的支持下，贝特朗德于1911年出任总统，并承诺会早日恢复民主选举。
1912年，曼努埃尔·博尼利亚再一次当选总统，贝特朗德成为副总统直到1913年博尼利亚去世。
博尼利亚去世后，贝特朗德再度出任总统，1917年，库亚梅尔果品公司公司的香蕉工人罢工，贝特朗德总统派军队镇压了罢工，1918年，标准果品公司在拉塞瓦的种植园也发生了劳工骚乱，亦被镇压。
1919年，由于贝特朗德拒绝通过民主选举选择总统继承人，在美国的授意下，贝特朗德被迫辞职。